# Princeville (Illinois)
Princeville é uma vila localizada no estado americano de Illinois, no Condado de Peoria.

## Demografia
Segundo o censo americano de 2000, a sua população era de 1621 habitantes.
Em 2006, foi estimada uma população de 1577, um decréscimo de 44 (-2.7%).

## Geografia
De acordo com o United States Census Bureau tem uma área de
3,4 km², dos quais 3,4 km² cobertos por terra e 0,0 km² cobertos por água. Princeville localiza-se a aproximadamente 225 m acima do nível do mar.

## Localidades na vizinhança
O diagrama seguinte representa as localidades num raio de 24 km ao redor de Princeville.